# Monument a la Sardana (Barcelona)
El Monument a la Sardana és una escultura de 1965, creada per Josep Cañas, que representa vuit persones ballant una sardana, situada a la Plaça de la Sardana. L'escultor va comptar amb la col·laboració de Carles Amadon. Està feta de pedra calcària. Mesura 2,61 d'altura per 4,72 metres d'ample.

## Descripció
L'escultura representa vuit persones ballant una sardana, en concret els llargs, ja que tenen les mans alçades. S'observa la inscripció «La sardana és la dança més bella».

## Història
Va ser inaugurada per primera vegada el 19 de març del 1966 per l'alcalde de Barcelona Josep Maria de Porcioles i Colomer juntament amb l'escultura de Carmen Amaya del mateix autor i la del gimnasta Joaquim Blume de Nicolau Ortiz. Eren tres escultures situades al Parc d'Atraccions de Montjuïc, que va estar en funcionament del 1966 al 1998. L'escultura es tornar a inaugurar per segona vegada el 25 d'abril del 2009 amb una nova placa amb la inscripció: "Barcelona a la colla sardanista Violetes del Bosc".
L'11 d'octubre del 2020 el monument va aparèixer vandalitzat, amb les mans dels vuit balladors amputades. Un any i mig després encara no s'havia arreglat el desperfecte, circumstància que diversos col·lectius sardanistes van reivindicar repetidament. L'Ajuntament de Barcelona va fer la reparació del monument, que va tenir un cost de 28.500 euros i que va fer l'escultor Abel Vallhonesta. El 13 de març de 2022 es van finalitzar les obres de restauració amb la reparació de dos conjunts de braços i mans originals i la reproducció de sis conjunts més que restaven absents, tot a partir de l'elaboració de models i motlles de fang i guix per a poder fer rèpliques de pedra.